# Gare de Nuits-Saint-Georges
Ne doit pas être confondu avec Gare de Nuits-sous-Ravières.
La gare de Nuits-Saint-Georges est une gare ferroviaire française de la ligne de Paris-Lyon à Marseille-Saint-Charles, située sur le territoire de la commune de Nuits-Saint-Georges, dans le département de la Côte-d'Or, en région Bourgogne-Franche-Comté.
C'est une gare de la Société nationale des chemins de fer français (SNCF) desservie par des trains du réseau TER Bourgogne-Franche-Comté.

## Situation ferroviaire
Établie à 235 m d'altitude, la gare de Nuits-Saint-Georges est située au point kilométrique (PK) 336,647 de la ligne de Paris-Lyon à Marseille-Saint-Charles, entre les gares de Vougeot - Gilly-lès-Cîteaux et de Corgoloin.

## Histoire
Fin 2014, les rails, les traverses et le ballast, ainsi que cinq aiguillages ont été renouvelés dans le cadre de la modernisation de la ligne entre Gevrey-Chambertin et Chagny.

## Fréquentation
De 2015 à 2023, selon les estimations de la SNCF, la fréquentation annuelle de la gare s'élève aux nombres indiqués dans le tableau ci-dessous.
| Année                     | 2015    | 2016    | 2017    | 2018    | 2019    | 2020    | 2021    | 2022    | 2023    |
| ------------------------- | ------- | ------- | ------- | ------- | ------- | ------- | ------- | ------- | ------- |
| Voyageurs                 | 253 622 | 239 543 | 242 194 | 220 669 | 243 129 | 200 388 | 197 473 | 272 147 | 275 660 |
| Voyageurs + non voyageurs | 317 028 | 299 429 | 302 742 | 275 836 | 303 911 | 250 485 | 246 841 | 340 183 | 344 575 |

## Service voyageurs

### Accueil

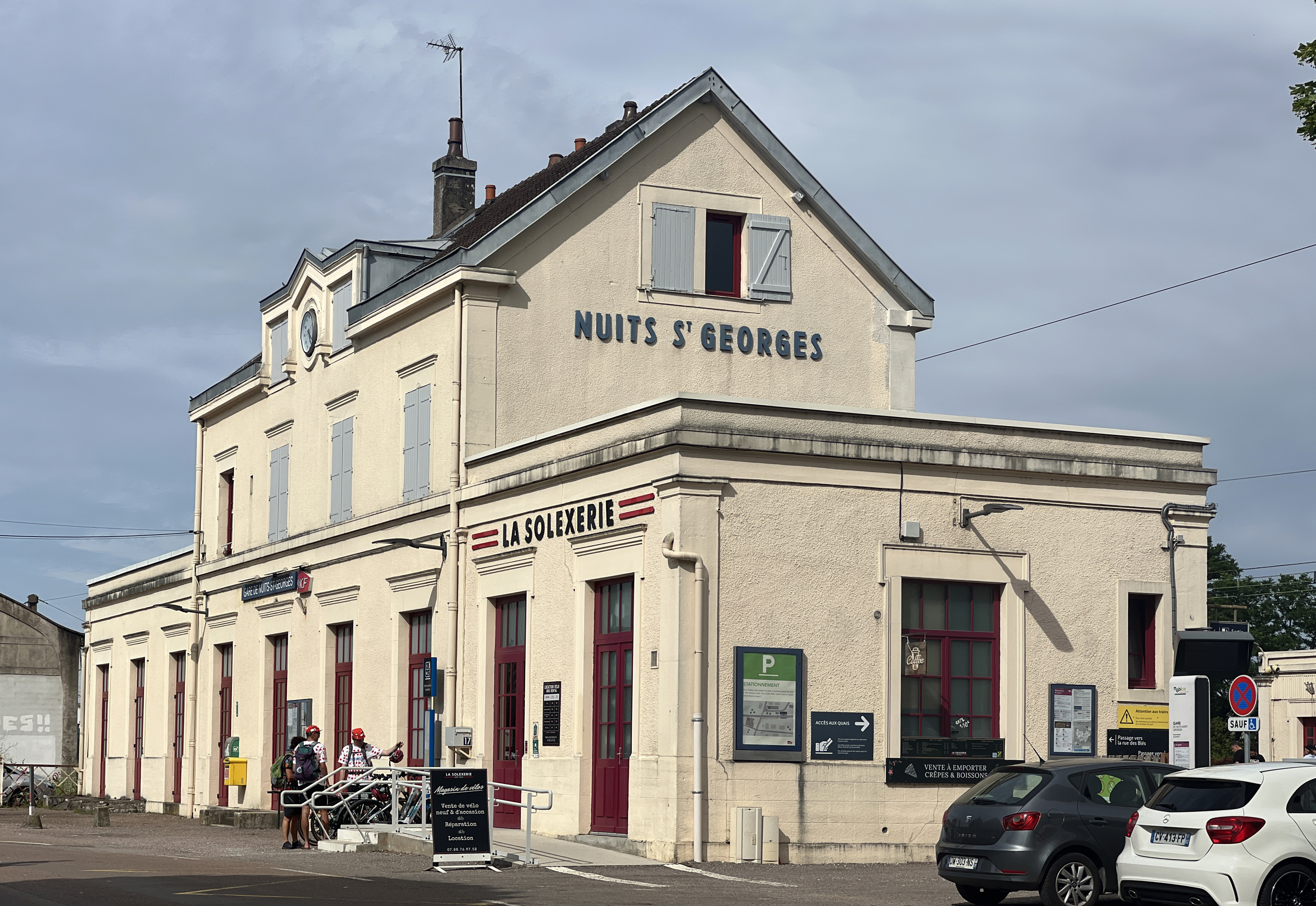
Le bâtiment voyageurs.

Gare SNCF, elle dispose d'un bâtiment voyageurs, avec guichet, ouvert tous les jours sauf les dimanches. Elle est notamment équipée d'automates pour l'achat de titres de transport et d'une salle d'attente.

### Desserte
Nuits-Saint-Georges est desservie par des trains du réseau TER Bourgogne-Franche-Comté qui effectuent des missions entre les gares de Dijon-Ville et Chalon-sur-Saône. On peut se rendre à Dijon en 15 minutes et à Chalon-sur-Saône en 30 minutes.

### Intermodalité
Un parc à vélos fermé, disponible pour les abonnés, et un parking pour les véhicules sont aménagés.